# Bamberger Silberdenar

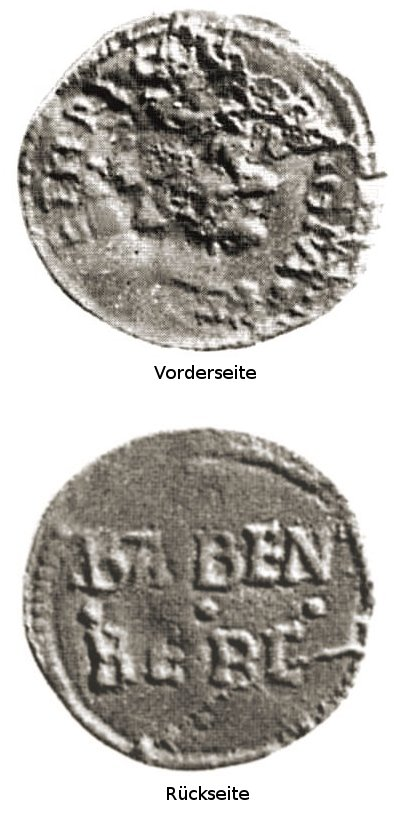
Der Bamberger Silberdenar

Der Bamberger Denar (oder Burgkunstadter Münzfund) ist eine Silbermünze aus der Zeit Kaiser Heinrichs II., die 1978 in Burgkunstadt in Oberfranken (Bayern) gefunden wurde.

## Entdeckung
Im Zuge der Burgkunstadter Rathaussanierung zwischen 1978 und 1980 entschloss man sich auch einen Aufzug in das rund 300 Jahre alte Gebäude einzubauen. Dazu wurde ein rund 2 Meter tiefer Schacht ausgehoben, in dem H. Knauer 1978 beim Ausleuchten die mörtelverkrustete Münze entdeckte.

## Beschreibung
Die Münze hat einen Durchmesser von 18,5 bis 19 mm, besteht überwiegend aus Silber, und ist auf beiden Seiten geprägt und mit einem Perlkreis umrandet. Auf der Vorderseite ist der Kopf Heinrichs des II. mit Blick nach Rechts abgebildet. Darüber steht in lateinischen Buchstaben (H)EINRICVS. DI. GRA. REX. (dt.: Heinrich, von Gottes Gnaden König). Auf der Rückseite ist mit einem Zeilenumbruch BABEN|BERC (Bamberg) eingeprägt.
Die Münze ist in einem eher schlechten Erhaltungszustand, besonders die Vorderseite ist durch Kalkeinwirkung stark korrodiert.

## Wissenschaftliche Bedeutung
Die Münze war bei der Entdeckung vollkommen unbekannt, und eine gleiche Münze wurde noch nie anderweitig gefunden oder beschrieben. Es handelt sich zudem um das älteste Bamberger Münzzeugnis.
Zur Entstehung und zum Prägeanlass gibt es zwei verschiedene Theorien. Laut Dr. Steinhilber von der staatlichen Münzsammlung München handle es sich bei der Münze um einen in Bamberg geprägten Silberdenar aus der Zeit Bischof Eberhards I., der anlässlich der Gründung des Bamberger Bistums im Auftrag Heinrichs II. im Jahr 1007 geprägt wurde.
Eine ähnliche, dennoch abweichende These stellte Wolfgang Hahn, Professor am Numismatischen Institut der Universität Wien, auf. Er hält die Münze für eine Jubiläumsprägung anlässlich des 40. Geburtstags Heinrichs des II. am 6. Mai 1012. Hahn vermutet zudem, die Münze basiere auf einer älteren, möglicherweise sogar vorkarolingischen Vorlage, was er an der altertümlichen Ausführung des Königskopfes und den beiden Wörtern DEI GRATIA (dt.: von Gottes Gnaden) ausmacht.
Die wissenschaftliche Studie, die Hahn über den Burgkunstadter Münzfund veröffentlicht hatte, erregte in ganz Europa Aufsehen. Durch ein polnisches, stempelgleiches, besser erhaltenes Exemplar der Münze konnten beide Münzen genauer in Hinsicht auf Herkunft und Datum bestimmt werden.
Dennoch konnte bisher nicht festgestellt werden, wie und wann die Münze in den Fußbodenestrich des Saals der ehemaligen Altenburg ob Kunstadt, auf dessen Fundamenten das heutige Rathaus steht, kam.

## Neuer Münzfund
2009 konnten die Museen der Stadt Bamberg einen Bestand von 97 mittelalterlichen Bamberger Münzen erwerben. Es handelt sich um Münzen aus drei Prägungen, die unter den Bischöfen Hermann II. (1170–1177) und Otto II. von Andechs (1177–1196) entstanden. Besonders für die Geldgeschichte Bambergs sind die Münzen eines bis dahin unbekannten Pfennigtyps, der zeitlich der Regierungszeit von Bischof Hermann II. zugeordnet werden konnte.